# Arborés
Pour les articles homonymes, voir Arboré.
Les Arborés sont un peuple vivant dans le sud de l'Éthiopie, près du lac Chew Bahir, dans la Région des nations, nationalités et peuples du Sud.
Même s'ils pratiquent aussi l'agriculture (sorgho, maïs), les Arborés sont avant tout des pasteurs.

## Ethnonymie
Selon les sources, on observe plusieurs variantes : Arbora, Erbore, Harbora, Irbore.

## Population

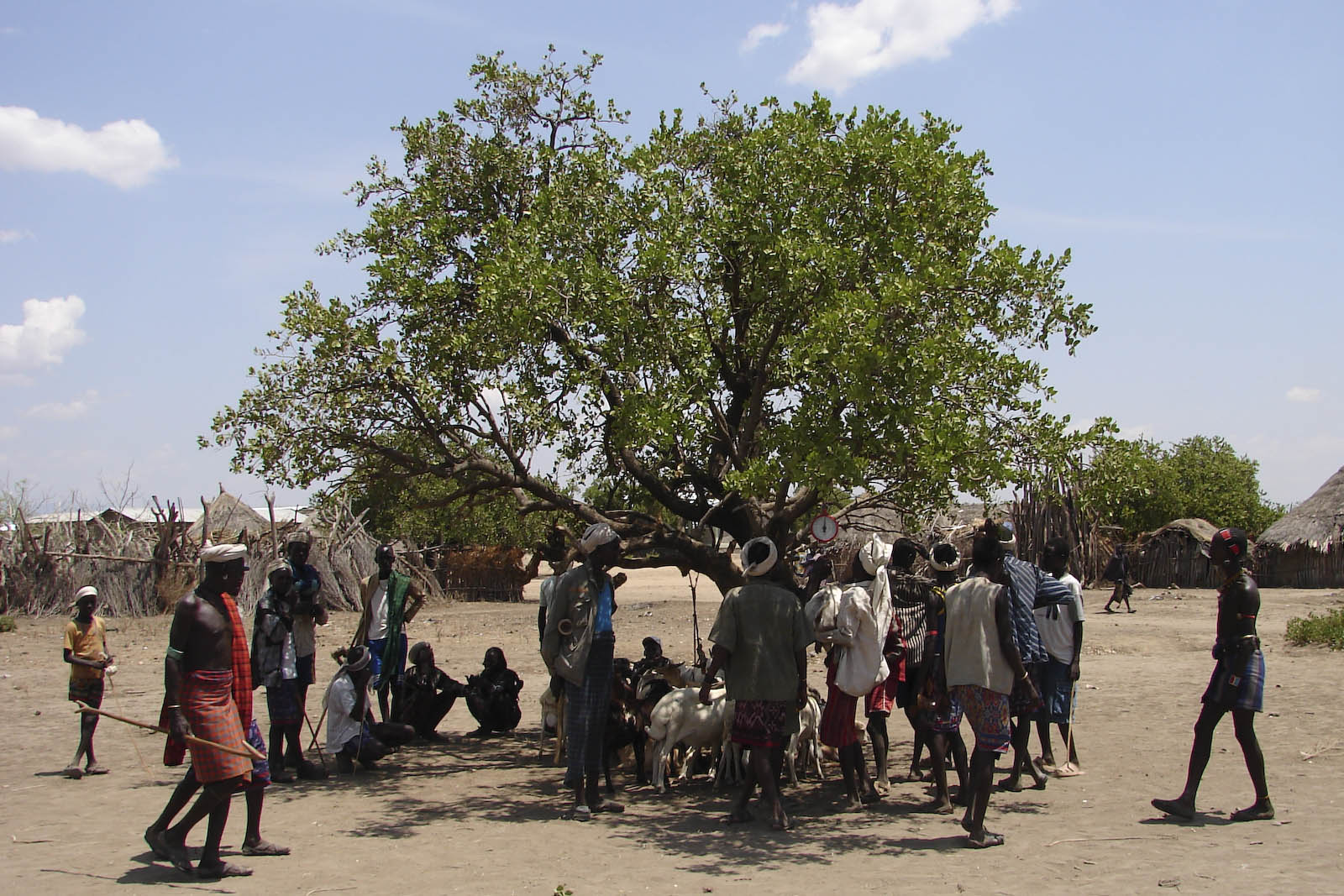
Pesage des chèvres.

En Éthiopie, lors du recensement de 2007 portant sur une population totale de 73 750 932 personnes, 7 283 se sont déclarées « Arborie ».

## Langues
Leur langue est l'arboré, une langue couchitique, dont le nombre de locuteurs était de 4 440 lors du recensement de 1994. Certains parlent aussi le konso.